# Disophrys dichroa
Disophrys dichroa är en stekelart som först beskrevs av Brulle 1846.  Disophrys dichroa ingår i släktet Disophrys och familjen bracksteklar. Inga underarter finns listade i Catalogue of Life.